# Escudo de la República Socialista Federativa Soviética de Transcaucasia
El escudo de armas de la República Socialista Federativa Soviética de Transcaucasia fue aprobado por el gobierno de la República Socialista Federativa Soviética de Transcaucasia. No se sabe exactamente cuando fue adoptado.
El escudo de armas se basa libremente en el escudo de armas de la Unión Soviética. Se incorporan diseños de cada uno de los tres principales grupos, que conforman la República Socialista Federativa Soviética de Transcaucasia, los armenios, azeríes y georgianos, y excepcionalmente características del arte islámico y de lado a lado los elementos comunistas. Las celosías de la propia estrella revelan el antiguo escudo de armas de Georgia de 1918-1921 adoptado nuevamente de 1991-2004; el creciente representa los azeríes musulmanes, sobre un fondo que representa el símbolo nacional de los armenios, el Monte Ararat. El sol naciente representa el futuro, la estrella, así como la hoz y el martillo por la victoria del comunismo y la "comunidad socialista mundial de los Estados".
En 1936, la república fue disuelta y las tres regiones se convirtieron en las Repúblicas Socialistas Soviéticas de Georgia, Armenia y Azerbaiyán, respectivamente.

## Versiones anteriores

Escudo de la República Socialista Federativa Soviética de Transcaucasia (1922-1923)
Escudo de la República Socialista Federativa Soviética de Transcaucasia (1923-1924)
Escudo de la República Socialista Federativa Soviética de Transcaucasia (1924-1930)
Escudo de la República Socialista Federativa Soviética de Transcaucasia (1930-1936)